# Bitva v oblasti Tali-Ihantala
Bitva v oblasti Tali-Ihantala (25. červen až 9. červenec 1944) byla klíčové střetnutí Pokračovací války, ve které se během 2. světové války střetlo Finsko (vojensky podporované Německem) se Sovětským svazem. Finské jednotky vedené generálem Taavetti Laatikainenem a maršálem Mannerheimem v ní zastavily ofenzivu třikrát silnějších jednotek Rudé armády a přiměly Stalina soustředit své úsilí zpět do střední Evropy na Německo. Finská fronta se tak stala jediným úsekem východní fronty, na němž Rudá armáda nesplnila plán navzdory četným obětem.
Bitva v oblasti Tali-Ihantala je považována za největší a nejkrvavější bitvu v historii Severských zemí. Tento údaj je ovšem sporný vzhledem k rozsahu bojů za Zimní války, otázkou vždy zůstává, podle jakých kritérií si autor rozčlení boje na Karelské šíji v letech 1939–1940 na jednotlivé bitvy.
Tato bitva byla jednou z vyčerpávajících bitev, ve kterých Finové utrpěli v poměru k síle své armády a počtu obyvatel jejich země větší ztráty než Sověti (ačkoli v absolutních číslech platí tvrzení přesně opačné). Je také zlomovým bodem sovětské ofenzivy proti Finsku, kdy finská armáda poprvé zabránila Sovětům dosáhnout nějakých významnějších zisků, ačkoli už dříve u Siiranmäki a Perkjärvi se Finům podařilo zastavit postup Rudé armády. Finská armáda tak dosáhla obranného vítězství, i když ruský historik N. Baryšnikov toto tvrzení kritizuje a označuje za přehnané.
Poté, co se Sovětům nepodařilo dosáhnout žádného průlomu u Tali-Ihantala, v Bitvě u Vyborského zálivu ani v Bitvě u Vuosalmi, sovětský Leningradský front zahájil již dříve plánovaný odsun vojenských jednotek z Karelské šíje na podporu Operace Bagration, kde Rudá armáda narazila na mimořádně úporný odpor nepřátelského Wehrmachtu. Ačkoli Leningradskému frontu se nepodařilo splnit rozkaz Stavky postoupit do nitra Finska, někteří historici uvádějí, že tato sovětská strategická ofenziva (nazvaná Vyborg-Petrozavodská ofenziva), z níž vyplynuly i boje u Tali-Ihantala, nakonec donutila Finsko vystoupit z války.

## Historické pozadí bitvy

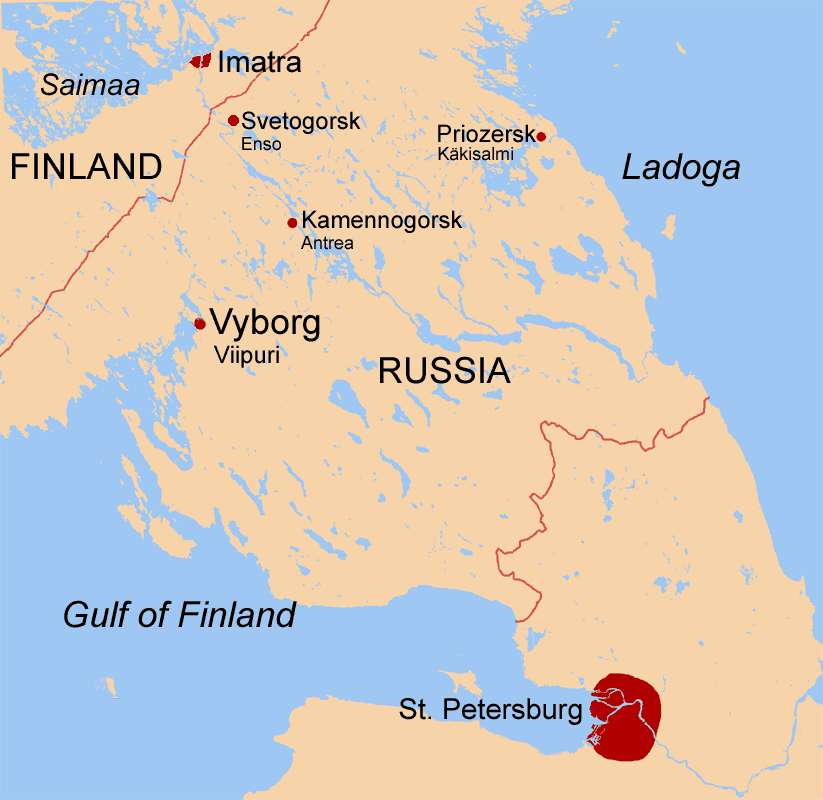
Mapa Karelské šíje. Řeka Vuoksi vytéká poblíž města Imatra.

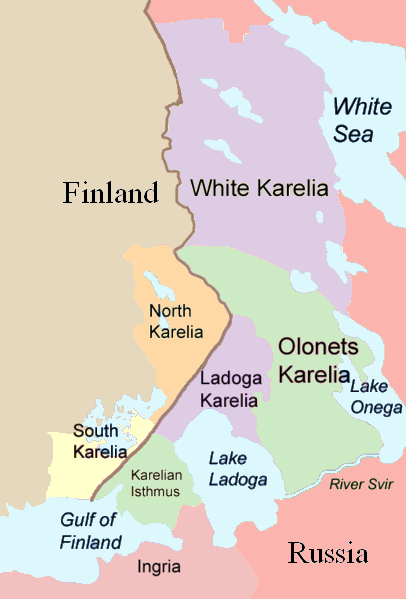
Karélie je tradičně rozdělena na několik částí.

Po úvodním finském postupu v roce 1941, Pokračovací válka přešla do stavu zákopové války s velmi malou aktivitou na obou stranách. Když se Rudé armádě podařilo v lednu 1944 prolomit obležení Leningradu, Stavka přijala plán na ofenzivu proti Finsku, jejímž cílem bylo vyřadit Finsko (jako německého spojence) z války.
Sovětský útok na finské frontě začal na Karelské šiji 6. června 1944 (záměrně ve stejný den jako spojenecká Invaze do Normandie). V této oblasti stály proti Finům tři armády, mezi nimi několik zkušených gardových útvarů.
Útok brzy prolomil finskou přední obrannou linii u Valkeasaari (10. června 1944) a finské jednotky ustoupily na druhou obrannou linii, nazvanou VT-linie (nalézala se mezi Vammelsuu a Taipale). Sovětský útok byl podpořen silnou dělostřeleckou přehradnou palbou, leteckým bombardováním a použitím obrněných vozidel.
VT-linie byla proražena u Sahakylä a Kuuterselkä 14. června. Po nepodařeném finském pokusu o protiútok obrněné divize u Kuuterselkä, finská obrana musela být stažena na VKT-linii (Viipuri (nyní ruský Vyborg) – Kuparsaari – Taipale).
Po finském ústupu z VT-linie následoval týden ústupových a zdržovacích bojů. Sovětská ofenziva byla korunována obsazením města Viipuri po krátkém boji dne 20. června. Ačkoliv proražení dvou finských obranných linií a obsazení značně velikého území za pouhých 10 dní bylo velkým úspěchem Rudé armády, nepodařilo se jí zničit finskou armádu, která byla schopna soustředit své vyčerpané jednotky na VKT-linii a získat čas na přisunutí záloh z další hlavní fronty, ležící severně od Ladožského jezera.
Finský vrchní velitel Mannerheim 12. června požádal o pomoc Německo, a 16. června dorazil do Finska Letecký oddíl Kuhlmey (jednalo se o kombinovanou jednotku, složenou z přibližně 70 střemhlavých bombardérů a bitevních stíhačů, doplněnou stíhači a leteckým transportem). O několik dní později dorazila 303. brigáda útočných děl (o velikosti jednoho praporu) a také 122. (pěší) divize Greif, ale poté Němci nabídli pouze vojenský materiál, jehož nejdůležitější součástí byly protitankové zbraně Panzerfaust.
22. června přiletěl do Helsinek německý ministr zahraničí Ribbentrop. Využil tísně, v níž se Finsko octlo, a jako nutnou podmínku pro pokračování německé vojenské podpory požadoval záruku, že Finsko neuzavře žádný separátní mír. Prezident Ryti mu tuto záruku poskytnul ve formě osobního závazku (Dohoda Ryti–Ribbentrop).
Téhož dne, během Ribbentropovy návštěvy v Helsinkách, se finská vláda dotázala sovětské vlády ohledně možnosti míru a doprovodných sovětských podmínek. Sovětská vláda v odpovědi, která přišla další den, požadovala aby bylo předloženo prohlášení, že Finsko je připraveno kapitulovat a obrátit se na sovětskou vládu s žádostí o mír, podepsané finským prezidentem a ministrem zahraničí. Po předložení takového dokumentu by byla sovětská vláda připravena přijmout finskou delegaci. Ve finské vládě to způsobilo zmatek. Ryti a Tanner byli ochotni znovu se dotázat sovětské vlády ohledně jejích požadavků, zatímco ostatní byli zcela proti tomu. Vláda se během jednání telefonicky spojila s Mannerheimem; ten konstatoval, že sovětský požadavek znamená bezpodmínečnou kapitulaci. Když si finská vláda připomněla Paasikiviho cestu (která byla iniciována sovětskou velvyslankyní ve Stockholmu Kollontajovou) z dubna 1944 do Moskvy za účelem jednání, z kterého se však vyklubalo pouze sovětské diktování podmínek, finská vláda se rozhodla vyložit si sovětskou odpověď tak, jak byla napsána: jako požadavek bezpodmínečné kapitulace. Zdálo se, že poté, co Finové nebyli ochotni přijmout sovětské podmínky v dubnu 1944 kvůli požadavku na nepřiměřené reparace, bude Finsku nabídnuta pouze bezpodmínečná kapitulace. Bylo to v souladu s Churchillovým výrokem, že jakožto nepřátelskému státu Osy, nebude Finsku dovolen jiný výstup z války než úplná kapitulace. Sovětské orgány však odmítly takový výklad ve článku otisknutém v Pravdě 2. června 1944. Kromě toho je známo, že Stalin řekl americkému vyslanci v Moskvě Harrimanovi, že američtí diplomaté mohou zkusit vysvětlit Finům, že nemá v úmyslu obsadit jejich zemi. V říjnu 1993 byl v archivu Ruského ministerstva zahraničí nalezen návrh dokumentu s přiloženým dopisem datovaným 28. června 1944, který obsahoval podmínky finské kapitulace, velmi podobné bezpodmínečné kapitulaci. Avšak kromě tohoto konceptu existovaly podobné i pro ostatní státy, se kterými se Sovětský svaz nalézal ve válce, a tyto koncepty byly nahrazeny novými v létě 1944.
21. června Stavka nařídila Leningradskému frontu prorazit obrannou linii a postupovat k jezeru Saimaa.

## Jednotky účastnící se bitvy

### Finsko
Velitelství sil Karelské šíje – generálporučík Karl Lennart Oesch
- IV. armádní sbor (generálporučík Taavetti Laatikainen
  - 3. brigáda „Modrá brigáda“ (plukovník Lauri Haanterä)
  - 3. divize (generálmajor Aaro Pajari)
  - 4. divize (generálmajor Pietari Autti)
  - 18. divize (generálmajor Paavo Paalu, 26. června ho nahradil plukovník Otto Snellman)
  - od 27. června 11. divize (generálmajor Kaarlo Heiskanen)
  - 6. divize (generálmajor Einar Vihma)
- Obrněná divize (generálmajor Ruben Lagus)
- 3. letecký pluk (plk. E. Magnusson) (33 stíhacích letounů Messerschmitt Bf 109, 18 stíhacích letounů Brewster Buffalo 239, 1 průzkumný Fokker C.X)
- 4. letecký pluk (plk. O. Sarko) (33 bombardérů Bristol Blenheim, 12 bombardérů Junkers Ju 88, 8 bombardérů Dornier Do 17Z)

### Německo
- německá letecká jednotka Gefechtsverband Kuhlmey (Letecký oddíl Kuhlmey, velitel plk. Kurt Kuhlmey) dorazila do Finska 16. června (23–43 stíhaček Fw 190 A-6 a bitevních stíhaček Fw 190 F-8, 24–30 střemhlavých bombardérů/bitevníků Ju 87D „Stuka“ a 1–8 průzkumných stíhaček Messerschmitt Bf 109G-8)
- německá Sturmgeschütz-Brigade 303 (303. brigáda útočných děl, kpt. Hans-Wilhelm Cardeneo) dorazila do Finska 22. června (22 útočných děl StuG III verze Ausf. G, 9 samohybných houfnic StuH 42)

### Sovětský svaz
Sovětské jednotky účastnící se bitvy byly součástí sovětského Leningradského frontu pod velením maršála Leonida Govorova. V oblasti Tali-Ihantala útočila 21. armáda (Gusev), bitvy se účastnily 30. gardový střelecký sbor, 97., 108., 109. a 110. střelecký sbor. Těchto pět sborů bylo tvořeno 45., 63., a 64. gardovým střeleckým sborem a 46., 72., 90., 109., 168., 178., 265., 268., 286., 314., 358. a 372. střeleckou divizí.
21. armáda nenasadila všechny tyto jednotky současně, ale držela některé z nich v rezervě a použila je pouze v případě, že jednotky nasazené jako první vyčerpaly své útočné schopnosti a vyžadovaly odpočinek a opravy. V počáteční fázi bitvy také některé ze sovětských jednotek, které se zapojily do bitvy později, byly rozmístěny ve vedlejší části fronty, například 108. střelecký sbor se svými třemi divizemi byl rozmístěn v oblasti Viipuri (Vyborgu) a Viipurského (Vyborského) zálivu. 23. armáda (Čerepanov) zaútočila na frontě ležící východně od pozic 21. armády, směrem na Noskua. Dále byl nasazen sovětský 6. sbor, sestávající z 13., 177. a 382. střelecké divize.

## Terén
Bitva v oblasti Tali-Ihantala proběhla na malém území (100 km²) mezi severním výběžkem Viipurské zátoky a řekou Vuoksi (Vuoksa), poblíž vesnic Tali a Ihantala, ležících 8–14 km severovýchodně od Viipuri.
Sovětské jednotky byly soustředěny na území východně od Viipuri, odkud začal útok, přes jižní část vesnice Tali, na sever k Ihantala (Petrovka). Jen v tomhle místě, 10 km širokém, přerušovaném malými jezery a ohraničeném průplavem Saimaa na západě a řekou Vuoksi na východě, byl vhodný terén pro vyvedení obrněných jednotek z Karelské šíje.

## Tali: 25.–30. červen

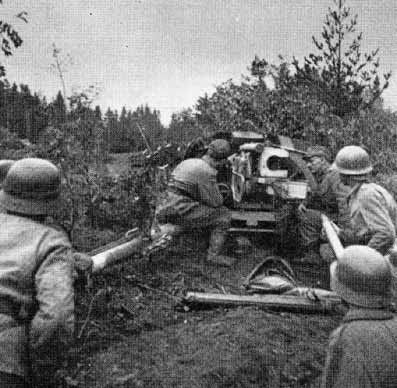
Finské protitankové dělo 7,5 cm Pak 40 v akci.

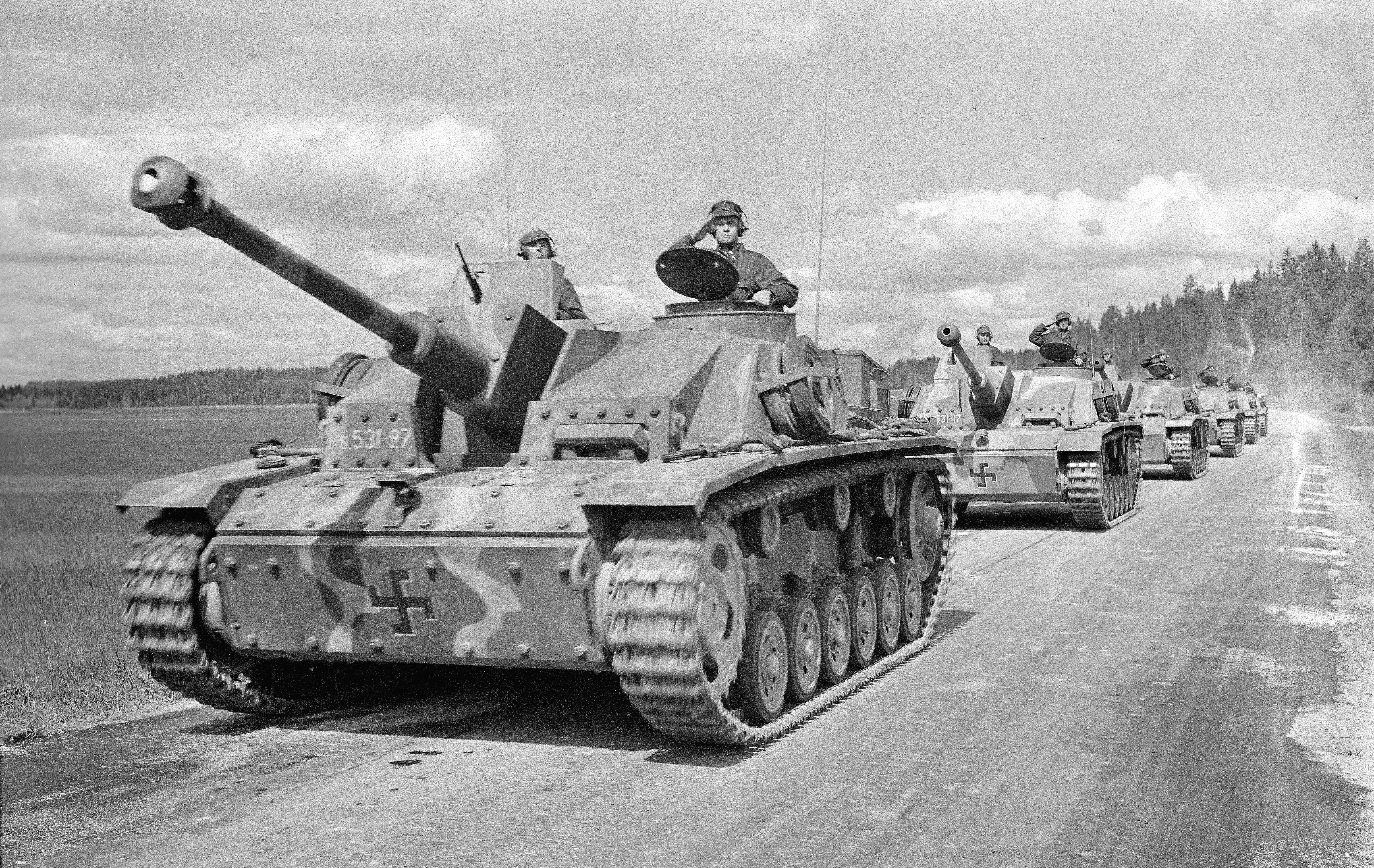
Finská útočná děla StuG III Ausf. G.

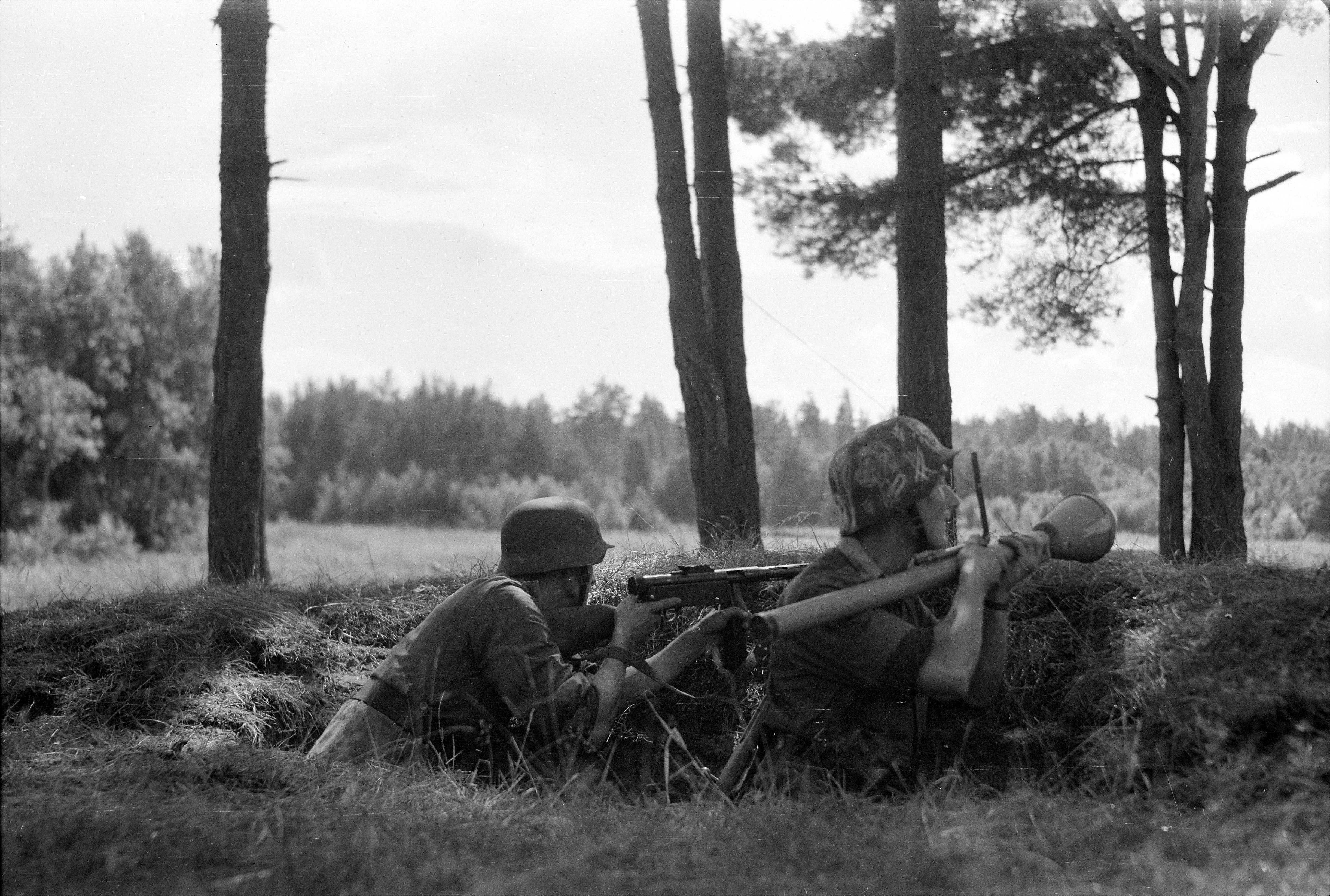
Finští vojáci v okopu. Jeden z vojáků drží Panzerfaust.

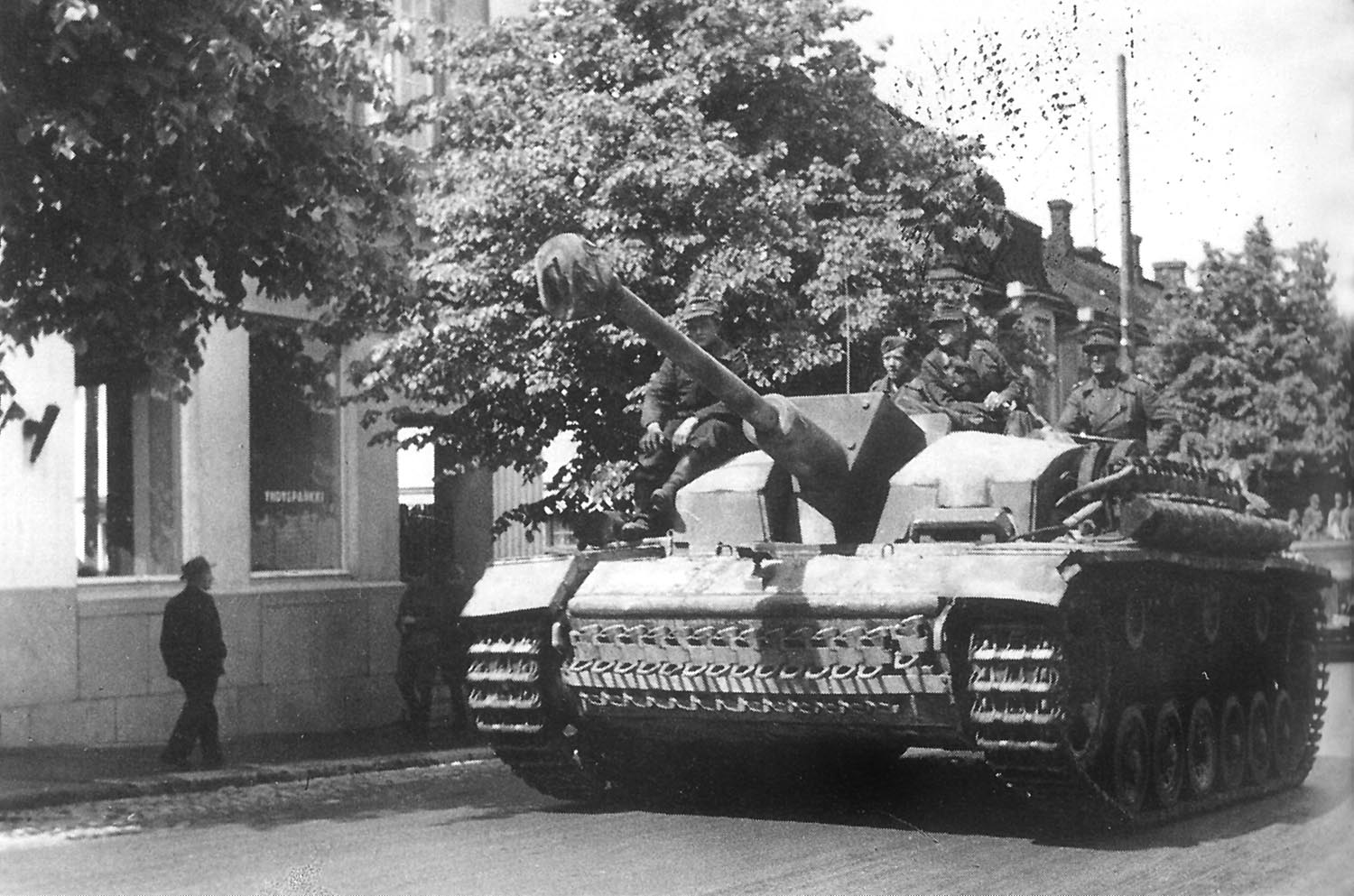
Sturmgeschütz-Brigade 303 na přesunu do města Lappeenranta.

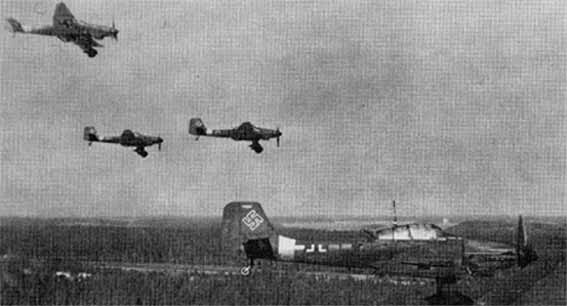
Stuky z Leteckého oddílu Kuhlmey se vrací z boje na Karelské šíji, červen 1944.

Boje v oblasti Tali začaly 20. června.

### 20.–24. červen
V těchto dnech se finská 18. divize (6. a 48. pěší pluk a 28. samostatný prapor), 3. brigáda (4 prapory) a 3. prapor švédskojazyčného 13. pluku bránily proti sovětskému 97. a 109. sboru a 152. tankové brigádě. Obránci byli pod zvlášť intenzivní dělostřeleckou palbou a leteckými útoky, ale dokázali udržet silnou obranu, která oddálila sovětský postup dost dlouho na to, aby se do bitvy mohly zapojit finské posily.

### 25.–26. červen
Dne 26. června v 6.30 začalo hodinové dělostřelecké ostřelování a letecké útoky, následované sovětským útokem z vesnice Tali v 7.30. Cílem útoku bylo do 28. června dosáhnout linie Imatra-Lappeenranta-Suurpäälä. Do bitvy se nyní zapojil také 30. gardový střelecký sbor.
Sovětská armáda se pokusila o průlom podél obou břehů jezera Leitimojärvi. Útok na východním břehu byl po třech kilometrech zastaven finskou 4. divizí. Na západním břehu se sovětská pěchota z 45. gardové divize a 109. sboru zaklínila do obranných pozic kolem skupiny kopců Konkkalanvuoret, bráněných finským plukem JR48. Nicméně sovětské tanky z 27. tankového pluku byly schopny probít si cestu k křižovatce Portinhoikka.
Sověti také zaútočili 178. divizí přes úžinu Saarela, která byla bráněna 1. praporem pluku JR6, ale útok byl odražen i zde. Mezitím sovětský 97. prapor zaútočil na pozice 3. brigády, ale dosáhl jen malého zisku území. V této fázi začala být pro Finy situace kritická, protože jejich jednotkám hrozilo, že budou odříznuty a obklíčeny. To by nevyhnutelně vedlo k porážce finského IV. sboru a ztrátě VKT-linie.
Finům se podařilo zorganizovat protiútok s rezervami 18. divize, částmi 17. divize a některými jednotkami 4. divize. Později odpoledne téhož dne se do boje zapojila finská obrněná divize, které se podařilo zatlačit sovětské jednotky na západním břehu jezera Leitimojärvi zpět do jejich výchozích pozic. Sovětský
27. tankový pluk byl zničen, s výjimkou šesti tanků, které byly ukořistěny Finy.

### 27.–30. červen
Další finské jednotky vstoupily do bitvy společně s německou Sturmgeschütz-Brigade 303. Finské jednotky byly během bitvy rozptýleny a promíchány, což ztěžovalo organizaci soustředěné obrany. Proto byly finské jednotky reorganizovány do dvou bojových skupin, BS Björkman a BS Puroma. Sověty dále posílil 108. sbor. V této fázi se pak sovětské síly skládaly z nejméně jednoho tankového sboru, dvou útočných tankových pluků a čtyř pluků útočných děl.
Finové se pokusili převzít iniciativu útokem na čtyři sovětské divize (46. gardovou, 63. gardovou, 64. gardovou, 268., a 30. gardový tankový sbor) – které prorazily východně od Leitimojärvi – ze tří směrů, s cílem utvořit „motti“ z těchto divizí. Bojovým skupinám Björkman a Puroma se podařilo přiblížit se k sobě navzájem na méně než jeden kilometr, ale nezdařilo se jim obklíčit sovětské divize, které zaujaly kruhovou obranu kolem vesnice Talinmylly.
Finský útok selhal kvůli houževnaté obraně Sovětů, především kvůli nasazení velkého množství tanků a dělostřelectva a také proto, že během útoku bylo přerušeno spojení mezi několika prapory. Během tohoto boje došlo k několika tankovým bitvám. Po válce plk. Puroma řekl, že jediná věc, které lituje, je, že se nepodařilo utvořit „motti“ mimo Talinmylly. Na druhé straně útok poskytnul finským obráncům 72 hodin oddechu, a také v této době na bojiště dorazily čerstvé finské divize, 6. a 11.
Dne 28. června byla na obou stranách vysoká aktivita letectva. Finské bombardéry a německé Stuky útočily na sovětské útvary. Sovětské letectvo dělalo totéž a bombardérům 276. BAP se podařilo těžce zasáhnout štáb Finské obrněné divize. Téhož dne finský velitel Oesch vydal rozkaz finským jednotkám, aby se stáhly na linii Vakkila-Ihantalajärvi-Kokkoselkä-Noskuanselkä (stále v rámci VKT-linie), ale ty mezitím zastihla nová sovětská ofenziva.
29. červen byl pro Finy nejhorší z celé bitvy, a porážka nebyla daleko. Finským jednotkám se nakonec toho dne podařilo po velmi krvavých bojích obnovit obrannou linii. 30. června finské síly ustoupily od Tali. 1. a 2. července došlo k nejtěžším bojům, kdy finské ztráty činily kolem 800 mužů za den.

## Ihantala: 1.–9. červenec
Následně Finové zkoncentrovali nejmohutnější dělostřelecké ostřelování ve vojenské historii jejich země. Byla použita proslulá metoda řízení palby finského generála dělostřelectva Vilho Pettera Nenonena, která umožňovala jednoduchou opravu palby a rychlou změnu cíle. V klíčovém sektoru Ihantaly se finským obráncům podařilo intenzivní palbou rozbít čelo postupujících sovětských jednotek. Důmyslný systém řízení palby umožňoval až 21 dělostřeleckým bateriím (což činilo kolem 250 děl), pálit na tentýž cíl současně; důstojník řídící palbu nemusel znát umístění jednotlivých baterií, což umožňovalo rychlé soustředění palby a změnu cílů. Taková koncentrace palby byla považována za tehdejší světový rekord.
Podle knihy Bitva za Leningrad 1941–1944 (Bitva o Leningrad) vydané generálem S.P. Platonovem: „Opakované útočné pokusy sovětských sil selhaly… nepřinesly výsledky. Nepříteli se podařilo značně sevřít jeho pozice v této oblasti a odrazit všechny útoky našich jednotek… Během ofenzivy trvající více než tři týdny, od 21. června do poloviny července, se jednotkám pravého křídla Leningradského frontu nepodařilo provést úkoly uložené jim příkazem Vrchního velitelství z 21. června.“
Během této doby finská armáda soustředila v této oblasti polovinu svého dělostřelectva, spolu s jedinou finskou obrněnou divizí, vybavenou především útočnými děly Stug III a s německou Sturmgeschütz-Brigade 303. Obránci teď konečně měli nové německé protitankové zbraně, které byly předtím uloženy ve skladištích.
Dne 2. července Finové zachytili radiovou zprávu, že sovětská 63. divize a 30. obrněná brigáda mají zahájit útok 3. července v 4.00. Následující ráno, dvě minuty před předpokládaným zahájením útoku, 40 finských a 40 německých bombardérů napadlo sovětské jednotky, a 250 děl vypálilo celkem 4000 dělostřeleckých nábojů na pozice Sovětů. Tentýž den v 6.00 začalo 200 sovětských letounů a sovětská pěchota útočit na finské jednotky. Kolem 19.00 finské jednotky obnovily své původní obranné pozice.
Dne 6. července sovětské jednotky dosáhly určitých úspěchů proti finské 6. divizi, navzdory tomu že její obrana byla podporována 18 dělostřeleckými prapory a jednou těžkou baterií. Další den však byli Sověti zatlačeni zpět, a jejich protiútoky v 13.30 a 19.00 téhož dne k ničemu nevedly. Od 7. července se sovětské útoky zaměřily do oblasti Vuoksi, a Sověti začali přemisťovat své nejlepší jednotky na Narvskou frontu v Estonsku, do bojů proti Němcům a Estoncům. Od 9. července se sovětské jednotky už nepokoušely o průlom. Nicméně boje v omezeném rozsahu pokračovaly. 10. července sovětské jednotky dostaly rozkaz zastavit útočné operace a zaujmout obranné pozice, protože Stavka přesouvala jednotky na Baltskou frontu, kde Rudá armáda narazila na „úporný odpor Němců a baltských národů“.

## Ztráty
Finské zdroje odhadují, že Rudá armáda u Tali-Ihantaly ztratila kolem 300 tanků, hlavně následkem leteckých útoků a použití pěchotních protitankových zbraní. Sestřeleno bylo 120–280 sovětských letadel.
Finská armáda nahlásila 8561 mužů zraněných, nezvěstných a/nebo padlých v boji. Podle finského historika Ohto Manninena, ztráty hlášené Sověty byly kolem 18 000–22 000 padlých nebo raněných, přičemž tyto údaje jsou založeny na denních hlášeních a na 10denních souhrnných hlášeních o ztrátách sovětské 21. armády. Nejistotu ohledně ztrát zvyšuje fakt, že 25 % sil 21. armády se na bitvě nepodílelo. Ke ztrátám 21. armády je třeba přičíst ztráty 6. sboru 23. armády útočícího východně od 21. armády blíže ke kanálu Vuoksi, které činily 7905 obětí, z nichž 1458 bylo padlých a 288 nezvěstných, bez započtení ztrát podpůrných jednotek.

## Dopady bitvy
Bitva u Tali-Ihantala, společně s dalšími finskými vítězstvími (Bitva u Viipurské zátoky (1944), Bitva u Vuosalmi, Bitva u Nietjärvi a Bitva u Ilomantsi) v tomto období, nakonec přesvědčila sovětské vedení, že dobytí Finska by bylo obtížné, a nestojí za úsilí, které by na něj bylo třeba vynaložit. Tato bitva byla pravděpodobně nejdůležitější jednotlivá bitva Pokračovací války, protože ve značné míře ovlivnila konečný výsledek války, a umožnila Finsku ukončit válku za relativně příznivých podmínek a pokračovat v existenci jako samostatný a nezávislý národ. Finští badatelé uvádějí, že sovětské zdroje – například výslechy válečných zajatců – potvrdily, že Sověti zamýšleli postupovat směrem na Helsinky. Existují také rozkazy Stavky postupovat daleko za hranice z roku 1940.
Jeden z důvodů vedoucích k sovětskému neúspěchu bylo to, že Finové byli schopni odposlouchávat sovětské radiové zprávy a předem upozornit finskou armádu a dát jí podnět k zaujetí pevné a odhodlané obrany. Také existence finské obranné Linie Salpa byla významným faktorem v mírových jednáních na podzim 1944.
Dohoda o zastavení palby mezi SSSR a Finskem vstoupila v platnost v 4. září 1944 v 7.00, ačkoli následujících 24 hodin ji sovětská armáda nedokázala dodržet.
Ruský historik Nikolaj Baryšnikov tvrdí, že takový pohled na věc zveličuje význam finských defenzivních bitev z roku 1944 (včetně bitvy u Tali-Ihantala) a zkresluje jejich výsledek. Ačkoliv dobytí Finska nebylo známo jako jeden z cílů sovětské ofenzívy a neexistuje žádný spolehlivý písemný důkaz (například vojenský rozkaz), že by sovětské vrchní velení zamýšlelo postoupit k Helsinkám a obsadit celou zemi, existují přesvědčivé důkazy, že Sověti měli v úmyslu postupovat daleko za hranice z roku 1940. Podle maršála Vasilevského už 17. června padlo rozhodnutí, že po dobytí Viipuri a ostrovů ve Viipurské zátoce bude ofenziva zastavena na linii Elisenvaara–Imatra–Virojoki, sovětské síly přejdou do obrany, a hlavní síly Leningradského frontu se soustředí na boj s německými jednotkami v Estonsku. 21. června byl vydán rozkaz Stavky Leningradskému frontu postupovat na linii, kterou zmínil Vasilevski, ačkoliv také nařizoval aby potom postupoval ještě dále, na linii Kouvola–Kotka–řeka Kymi. Neexistovaly žádné rozkazy ohledně postupu dále na Helsinky. Je také známo, že Stalin upozornil maršála Govorova, že cílem nejsou Helsinky, ale Berlín. Podle generála Štemenka, cílem bylo vytvořit hrozbu pro Helsinky a další politická a ekonomická centra Finska, nikoliv dobytí země. Poté, co Finové přesunuli většinu jednotek, které měli k dispozici, na Karelskou šíji, a poté, co obdrželi významnou pomoc z Německa, se jim podařilo zpomalit a zastavit sovětskou ofenzivu dříve, než dosáhla finskou hranici. To pozvedlo morálku finských vojáků, kteří do té doby neustále ustupovali. Podle Baryšnikova začala brzo poté finská propaganda mluvit o vítězství, a po válce se toto tvrzení o vítězství (kterého bylo dosaženo tím, že bylo zabráněno Sovětům dobýt Finsko) stalo oficiální myšlenkou finské historiografie (ačkoli názor že se jednalo o vítězství Finů, existuje také mezi ne-finskými historiky, což je v rozporu s Baryšnikovým tvrzením).

## Související operace
Dne 22. června sovětské jednotky zahájily Operaci Bagration, rozsáhlou ofenzivu do východního Polska a Běloruska.
Ve stejné době (4. července) sovětská 59. armáda zaútočila na ostrovy ve Viipurském zálivu, a po několika dnech bojů vytlačila početně mnohem slabší finské jednotky z většiny těchto ostrovů, přičemž utrpěla těžké ztráty. Přesto sovětský útok, jehož cílem bylo překročení Viipurské zátoky, skončil neúspěchem, protože sovětské jednotky byly zatlačeny zpět německou 122. divizí, začleněnou pod finský 5. sbor.
Sovětská 23. armáda se 4. července pokusila o přechod řeky Vuoksi u Vuosalmi, ale kvůli finské obraně u hřebene Äyräpää nebyla schopna zahájit přechod dříve než 9. července. I po dokončení přechodu, sovětské jednotky složené z částí tří sovětských divizí nebyly schopné rozšířit předmostí díky odporu finské 2. divize, která byla později ještě posílena. Neúspěšné sovětské pokusy o průlom v této oblasti pokračovaly do 21. července.
Vedle oblasti Tali-Ihantala, finská frontová linie se pevně držela u Kivisilta a u Tienhaara na sever od Viipurské zátoky. Další intenzivní boje se vedly u Nietjärvi na severovýchodní straně Ladožského jezera, a u Ilomantsi, kde se Finům podařilo obklíčit dvě sovětské divize, ačkoli většina jejích vojáků dokázala uniknout.
Dne 12. července sovětské jednotky dostaly rozkaz, aby se přestaly pokoušet o postup a zakopaly se. Brzy nato finští průzkumníci zpozorovali vlaky s prázdnými vagony, přijíždějící směrem k Viipuri, aby odvezli sovětské jednotky z finské fronty. Bylo jich zapotřebí pro velký výpad ve směru na Berlín.
Koncem června se finská vláda rozhodla odmítnout další vyjednávání a nežádat o mír, dokud nebude sovětská ofenziva zastavena, a místo toho využila smlouvy Ryti–Ribbentrop k posílení svých jednotek. Teprve 28. července poté, co se sovětská ofenziva na všech hlavních sovětsko-finských frontách zastavila, byl prezident Ryti připraven rezignovat a spolu s předním sociálně demokratickým politikem Väinö Tannerem požádal Mannerheima, aby přijal kandidaturu na funkci prezidenta, a takto osvobodili Finsko ze smlouvy Ryti–Ribbentrop (která byla uzavřena pouze jako osobní závazek prezidenta Rytiho). Finsko poté požádalo Sovětský svaz o mír.

## Filmové zpracování události
- Tali-Ihantala 1944 (finský film)